# Kigali-Änderung
Die Kigali-Änderung (auch Kigali-Ergänzung genannt) des Montreal-Protokolls ist ein internationales Abkommen zur schrittweisen Reduktion des Verbrauchs und der Produktion von Fluorkohlenwasserstoffen (HFKW). Es ist ein rechtsverbindliches Abkommen, das Rechte und Pflichten im internationalen Recht schafft.
Das Montreal-Protokoll wurde ursprünglich zum Schutz und zur Wiederherstellung der Ozonschicht eingeführt. Die teilnehmenden Länder erklären sich bereit Fluorchlorkohlenwasserstoffe (FCKW), die das Ozonloch verursacht hatten, schrittweise abzubauen. HFKW enthalten kein Chlor und verursachen daher keinen Ozonabbau, weshalb sie im Rahmen des Protokolls die FCKW ersetzten. HFKW sind jedoch starke Treibhausgase, die zum Klimawandel beitragen, sodass sie mit der Änderung in die Liste der Chemikalien aufgenommen wurde, deren Auslaufen die Staaten versprechen.
Mit Stand vom  16. September 2024 haben 159 Staaten und die Europäische Union die Kigali-Änderung ratifiziert.

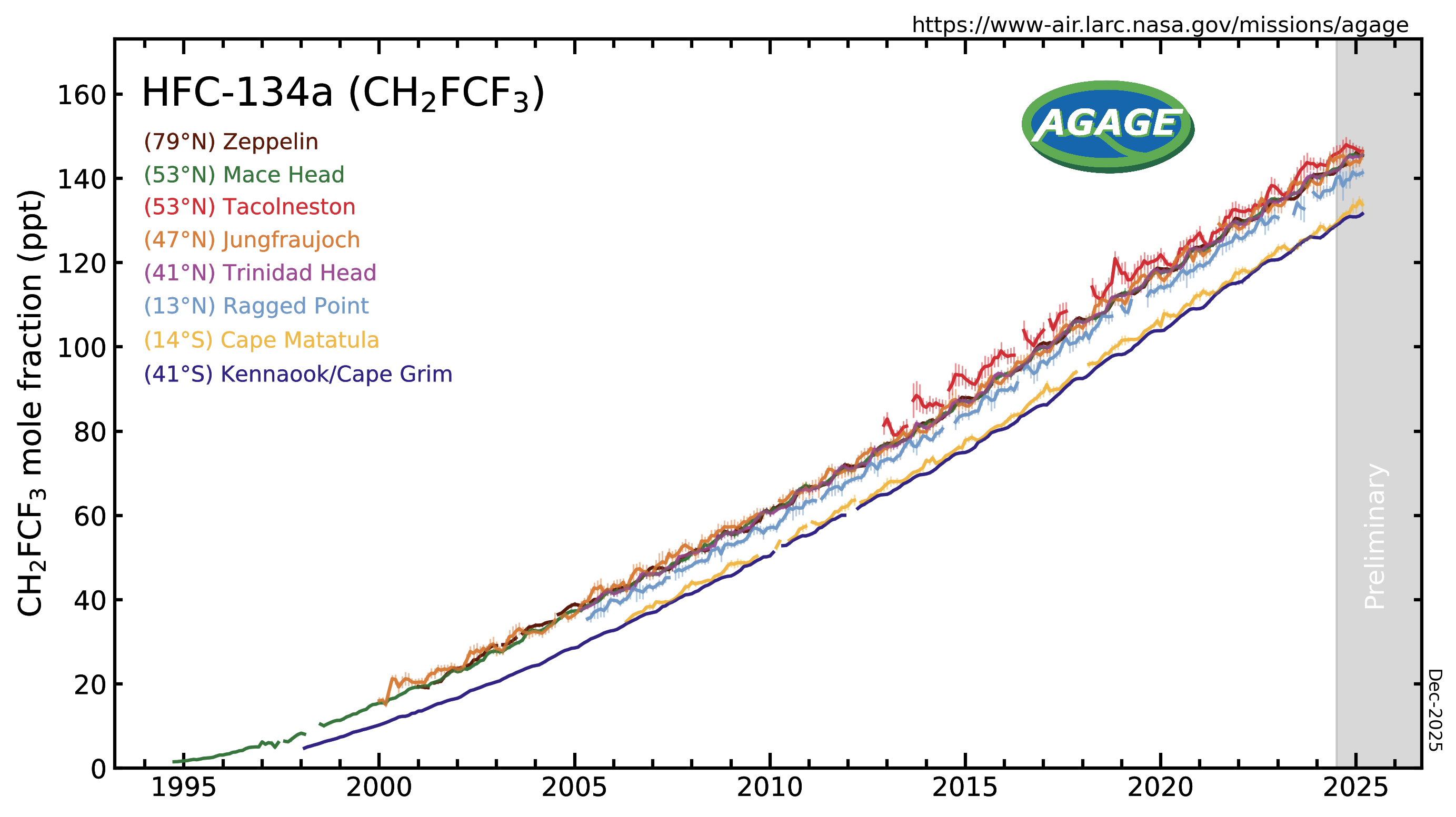
Die Konzentration von HFKW in der Atmosphäre an Wetterstationen auf der ganzen Welt.

## Hintergrund
Viele industrielle Produkte, darunter Kältemittel und andere Kühlsysteme, verwenden HFKW.
Für diese Anwendungen wurden ursprünglich Fluorchlorkohlenwasserstoffe (FCKW) verwendet, aber Paul J. Crutzen, Mario J. Molina, und F. Sherwood Rowland entdeckten 1974 die schädliche Wirkung dieser Gase auf die Ozonschicht. Das Montrealer Protokoll wurde am 1. September 1987 von den ersten 24 Staaten und der Europäischen Gemeinschaft unterzeichnet. Mittlerweile sind alle 197 UN-Staaten dem Abkommen beigetreten. In der Folge wurden FCKW vor allem durch HFKW ersetzt.
HFKW sind zwar für die Ozonschicht harmlos, aber starke Treibhausgase. Während ihre Lebensdauer in der Atmosphäre mit 10 bis 20 Jahren im Vergleich zu Kohlendioxid (CO2) klein ist, filtern HFKW Infrarotstrahlung viel stärker. Sie haben daher eine deutlich stärkere Erwärmungswirkung als CO2 mit einem Treibhauspotential von bis zu 10800. Die Beseitigung der Emissionen dieser Gase könnte die Auswirkungen der globalen Erwärmung erheblich verringern und bis zum Ende des Jahrhunderts eine Erwärmung um 0,5 Grad Celsius gegenüber dem vorindustriellen Niveau verhindern.

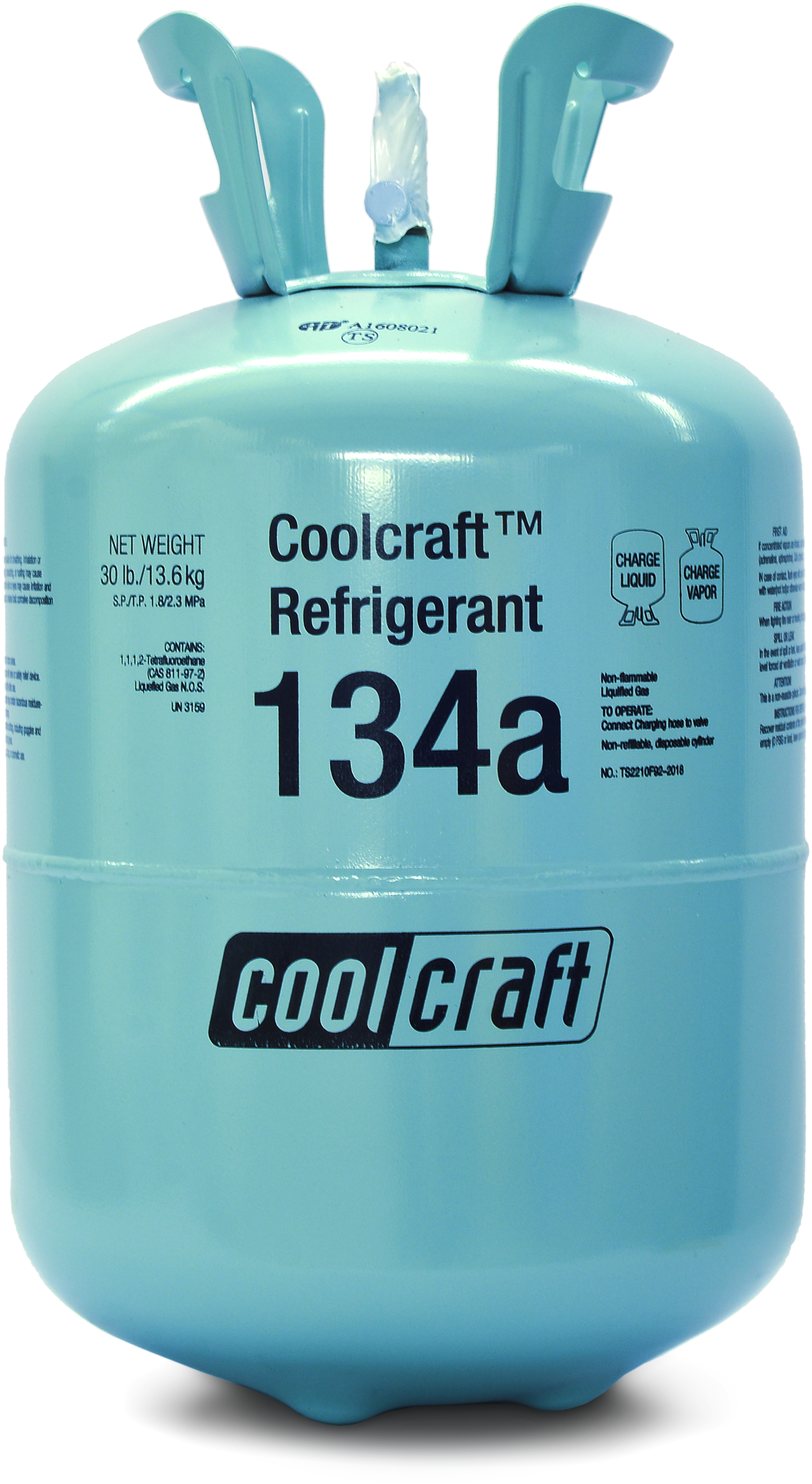
Ein HFKW-Kältemittel.

## Einzelheiten der Änderung
In Artikel 5 des Montrealer Protokolls wurden getrennte Vorschriften für Entwicklungsländer und Nicht-Entwicklungsländer festgelegt. Ob ein Land als Entwicklungsland oder Nicht-Entwicklungsland eingestuft wurde, hing von den individuellen wirtschaftlichen Bedingungen zum Zeitpunkt des Abkommens oder von einem anhängigen Sonderantrag ab. Da das Protokoll in den 1980er Jahren erstellt wurde und sich die wirtschaftliche Situation der Länder geändert hat, wurden mit der Kigali-Änderung drei aktualisierte Gruppen für die Einhaltung der zusätzlichen Bedingungen geschaffen.
Die erste Gruppe, zu der die „alten“ Industrieländer gehören, hat sich verpflichtet, den Einsatz von HFKW bis 2024 um 45 % und bis 2036 um 85 % gegenüber dem Verbrauch zwischen 2011 und 2013 zu reduzieren. Eine zweite Gruppe, zu der China und Brasilien gehören, hat sich verpflichtet, ihren Verbrauch bis 2045 um 80 % zu senken. Für die übrigen Länder, darunter Indien und eine Reihe von Ländern im Nahen Osten, die große Verbraucher von Klimaanlagen sind, wird diese Frist bis 2047 verlängert.
Darüber hinaus können Vertragsstaaten, die während eines Zeitraums von zehn aufeinanderfolgenden Jahren während mindestens zwei Monaten pro Jahr monatliche Durchschnittstemperaturen von mehr als 35 Grad Celsius verzeichnen, eine Ausnahmegenehmigung beantragen. a